# Джума мечеть (Маштага)
Джума мечеть (Маштага) (азерб. Maştağa cümə məscidi) — мечеть в селищі Маштага, Сабунчинського району міста Баку, Азербайджан.

## Історія
Джума мечеть, що знаходиться в центрі селища Маштага Сабунчинського району міста Баку, була побудована в 1129 році за ісламським календарем.

### Аятуллах Гаджи Мир Абдульгані Бадкубейї
Одним з тих людей, життя якого було тісно пов'язане з історією мечеті, був ісламський вчений Аятуллах Гаджи Мир Абдульгані Бадкубейї, що народився в селі Маштага в родині релігійного діяча. Померлий в 1912 році вчений, в данину поваги до нього був похований у дворі Джума мечеті, поруч зі старим мінаретом.
Однак після того, як в 1937 році мінарет був зруйнований радянською владою, жителі села Маштага перепоховали труну Бадкубейї на кладовищі Сейїдляр, близько гробниці «Агіль Баба».

## Опис і архітектура
Маштагинська Джума мечеть складається з двох частин — чоловічої та жіночої, із загальною площею 420 квадратних метрів. Жіноча частина двоповерхова, площа кожного поверху 16 на 8 метрів. Стеля підтримується 20-ма кам'яними стовпами, які з'єднані між собою арками. Діаметр купола становить 3,5 метра, з вісьмома вставленими в нього вікнами.
Розмір основного внутрішнього приміщення мечеті становить 20 на 17 метрів. Мечеть має дві вхідні двері і сім великих вікон. Мехраб виконаний в простій формі і розташований всередині стіни. Семиступінчастий Мінбар виготовлений з дерева. Підлога застелена мармуром.
У передній частині мечеті є відкритий балкон, на якій вирізані написи у вигляді книжкових сторінок. У роки радянської влади мечеть була тимчасово закрита і використовувалася в різних цілях, але в подальшому її діяльність була відновлена.
Мечеть може прийняти одночасно 460 віруючих. У 2012 році під час свята Гурбан кількість віруючих, які відвідали Джума мечеть з метою здійснення святкового намазу, досягло 400 чоловік.

## Мінарет
Колишній мінарет мечеті був зруйнований в 1936 році. Висота нового мінарету становить 46 метрів. Він був побудований з тесаного каменю і покритий кам'яними плитами.